# NanoLund
NanoLund, tidigare känt som nanometer Structure Consortium (nMC), är en tvärvetenskaplig organisation som stödjer och koordinerar insatser inom nanovetenskap vid Lunds universitet. Som centrum för nanovetenskap vid Lunds universitet engerar NanoLund mer än 30 forskningslag och 400 forskare inom fakulteterna för ingenjörskonst, naturvetenskap och medicin samt MAX IV och ESS. Det är ett strategiskt forskningsområde (SFO) finansierat av svenska staten och Sveriges största forskningsmiljö för nanovetenskap och nanoteknologi.
Målet med NanoLund är att använda nanovetenskap för att tillgodose viktiga behov i samhället, såsom att exempelvis lösa utmaningar inom energiförsörjning, transistorteknologi eller medicinteknik. Detta görs genom att studera materialvetenskap och fundamental forskning inom nanostrukturers fysik och kemi. Olika tillämpningar för nanostrukturerna, såsom energiomvandling, elektronik och biovetenskap studeras. 
nMC bildades år 1988 av Lars Samuelson, professor i fysik vid Lunds universitet. Konsortiet hade en avgörande roll i bildandet av civilingenjörsprogrammet Teknisk nanovetenskap år 2003 och år 2007 invigdes Lund Nano Lab, ett  renrumslaboratorium ägt av nMC. År 2015 bytte nMC namn till nuvarande NanoLund.

## Organisation
NanoLund leds av en styrelse som har övergripande ansvar för centrumet, tar beslut gällande medlemskap och fördelningen av resurser och definierar strategi och prioriteringar. En ledningsgrupp hanterar den dagliga koordinationen och långtidsplaneringen. Varje forsknings- och resursområde har en koordinator och en samkoordinator som båda bär ansvar för att samordna och leda forskningsmiljön. Centrumet tillråds av en internationell vetenskaplig rådgivande nämnd och ett externt råd med medlemmar från samhället, akademin och industrin. 

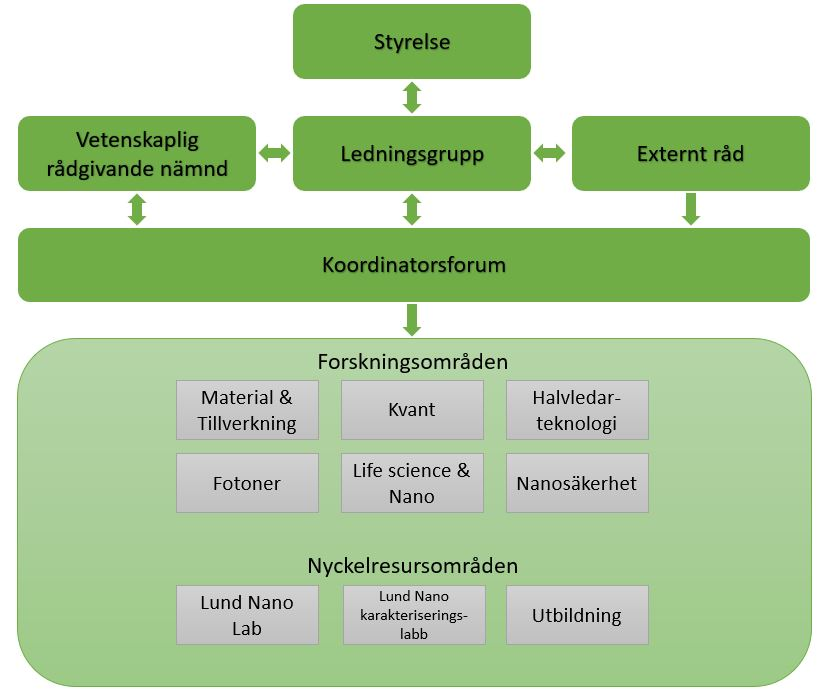
NanoLunds organisatoriska struktur grafiskt representerad. Styrande segment visas i mörkgrönt och intresseområden ligger inom den ljusgröna rutan.

## Framstående medlemmar
Framstående medlemmar av NanoLund år 2022 inkluderar men är inte begränsat till följande:
- Lars-Erik Wernersson, professor i nanovetenskap och halvledare samt AI och digitalisering.

- Reine Wallenberg, professor i nanovetenskap och halvledare.

- Lars Samuelson, professor i nanovetenskap och halvledare samt grundare av NanoLund.

- Christelle Prinz, professor i ingenjörshälsa samt nanovetenskap och halvledare.

- Heiner Linke, prorektor på LTH samt ledamot i Kungliga Vetenskapsakademin.

- Knut Deppert, professor i aerosol samt nanovetenskap och halvledare.